# Gong Li
Gong Li er et kinesisk navn; efternavnet/familienavnet er Gong.
Gong Li (født 31. december 1965) er en kinesisk skuespiller. Ud over sine optrædener i film er hun kendt for sit meget bemærkelsesværdige udseende, hvilket blev refereret til gentagne gange i filmen Kejseren og attentatmanden. Hun figurerer i People-magasinets artikel om "de 50 smukkeste mennesker" og er ambassadør for L'Oréal kosmetik.
Hun spiller hovedrollen i Under den røde lygte (engelsk: Raise the Red Lantern). Hun medvirker blandt andet i Shanghai Triaden (engelsk: Shanghai Triad), Mit liv som Geisha og i filmatiseringen af tv-serien Miami-patruljen, Miami Vice i 2006.